# The Machine Girl
The Machine Girl (jap. 片腕マシンガール, Kataude mashin gāru, pol. Jednoręka dziewczyna z karabinem maszynowym) – japoński film sensacyjny z 2008 roku w reżyserii Noboru Iguchiego. W głównych rolach wystąpili Minase Yashiro jako Ami, Asami Miyajima jako Miki, Kentarō Shimazu jako boss yakuzy oraz Honoka jako jego żona. Premiera kinowa w Japonii miała miejsce 2 sierpnia 2008 roku, zaś w USA film trafił bezpośrednio na DVD dwa miesiące wcześniej, 3 czerwca. W Polsce film wydany został na DVD 13 maja 2009 jako dodatek go magazynu PC World Komputer Extra HDTV.

## Fabuła
Główną bohaterką filmu jest nastoletnia Ami Hyūga, która na samym początku rozprawia się z grupą wyrostków znęcających się nad niewinnym chłopakiem. Gdy chłopak nazywa dziewczynę morderczynią, Ami rozpoczyna opowieść o tym, jak wkroczyła na ścieżkę krwi. Wszystko rozpoczęło się wraz ze śmiercią jej brata, Yū, za którą odpowiedzialny jest syn bossa yakuzy, wywodzącego się jednocześnie z klanu ninja Hattori Hanzō. Dziewczyna pragnie zemścić się na zabójcach swojego brata, jednakże w wyniku początkowych niepowodzeń traci rękę. Na swojej drodze spotyka Miki i Suguru Sugiharów – rodziców Takeshiego, chłopaka, który zginął razem z Yū. Dziewczyna łączy z nimi siły, w wyniku czego otrzymuje m.in. karabin maszynowy mocowany do kikuta ręki.

## Dystrybucja
Film przez wielu krytyków porównywany bywa do Grindhouse: Planet Terror Roberta Rodrigueza, a przyjęty został przez nich raczej pozytywnie – w serwisie Rotten Tomatoes średnia ocen wynosi 63%. W wielu krajach film otrzymał najwyższe ograniczenia wiekowe – w Chile, Peru i Hiszpanii dozwolony jest od osiemnastu lat.
23 stycznia 2009 roku film pojawił się na DVD w Japonii. Jako jeden z dodatków do japońskiego wydania załączony został dwudziestodwuminutowy sequel zatytułowany Hajirai mashin gāru (jap. ｈａｊｉｒａｉマシンガール, ang. Shyness Machine Girl, pol. Nieśmiała dziewczyna z karabinem maszynowym).

## Obsada
- Minase Yashiro – Ami Hyūga
- Asami Miyajima – Miki Sugihara
- Kentarō Shimazu – Ryūji Kimura
- Nobuhiro Nishihara – Shō Kimura
- Hanoka – Violet Kimura
- Yūya Ishikawa – Suguru Sugihara
- Kentarō Kishi – Yōsuke Fujii
- Ryōsuke Kawamura – Yū Hyūga
- Tarō Suwa – członek gangu Kimura
- Ryōji Okamoto